# 临城街道 (舟山市)
临城街道是中华人民共和国浙江省舟山市定海区下辖的一个街道办事处。位于浙江省舟山岛中南部，现为舟山市人民政府所在地，是舟山市的行政中心。
2013年8月29日，舟山市人民政府批复同意将城东街道的三官堂村、黄土岭村、甬东村、甬庆村、甬金社区居委会划入临城街道管理。

## 行政区划
临城街道下辖以下村级行政区划单位：
甬金社区、三官堂村、黄土岭村、甬东村、甬庆村、翁洲社区、田螺峙社区、惠民桥村、永华村、老碶村、长升村、横塘村、西荡村、胜山村、中湾村、东荡村、万三村、万二村、万塘村、双阳村、海防村、新后岸村、岙山村、长峙村、马鞍村、王家墩村和东蟹峙村。